# Руднево (Луховицкий район)
Руднево — деревня в Луховицком районе Московской области. Деревня относится к сельскому поселению Газопроводское.
Название села связывает с фамилией дворян Рудневых, которым принадлежало несколько сёл в этой округе. Лучше всех из этого рода известна Матрёна Романовна Руднева, которая построила храм Святой Троицы в селе Троицкие Борки. Троицкие Борки в то время принадлежало ей и называлось просто Борки.
Село Руднево расположено рядом с селом Кончаково, центром бывшего Кончаковского сельского округа, в 3 км от него. В 2005—2006 годах между этими двумя сёлами была проложена асфальтированная дорога. Руднево находится в 300 м от оврага, принадлежащей реке Малая Меча.
Рядом с селом Руднево на реке малая Меча находились поселения людей XII—XV веков и соответственно местные кладбища. Во время строительства асфальтной дороги культурный слой был нарушен и были повреждены погребения людей. На берегу реки легко можно обнаружить древние русские монеты и остатки захоронений, которые вымыло поверхностными и атмосферными водами.
В 2 км юго-восточнее деревни находилась каменная церковь в урочище Ивановское. Раньше там существовала деревня Ивановское. Церковь в Ивановском была построена в 1795 году.